# Associazione Calcio Virtus
La Associazione Calcio Virtus (anteriormente Società Sportiva Virtus (S.S. Virtus) es un club de fútbol con sede en Acquaviva, San Marino. Fue fundado en 1964 y juega en el Campeonato Sanmarinense de fútbol. Los colores de su camiseta son el verde y el negro. Su estadio es el de Acquaviva, uno de los estadios más grandes del país, con capacidad para 2000 espectadores.

## Estadio

### Stadio di Acquaviva
El Stadio Di Acquaviva es el estadio donde juega de local Associazone Calcio Virtus,el estadio está ubicado en Via Nitella, en Acquaviva, San Marino. Su inauguración fue en 1976. Su capacidad es para 2000 espectadores.

## Palmarés

### Torneos nacionales
- Campeonato Sanmarinense de fútbol (2): 2023-24, 2024-25
- Trofeo Federal de San Marino (1): 1988
- Copa Titano (1): 2022-23
- Supercopa de San Marino (1): 2023

## Participación en competiciones de la UEFA
| Temporada | Torneo                 | Ronda             | Club           | Casa | Visita    | Global |
| --------- | ---------------------- | ----------------- | -------------- | ---- | --------- | ------ |
| 2024–25   | UEFA Champions League  | 1° Clasificatoria | FCSB           | 1–7  | 0–4       | 1–11   |
| 2024–25   | UEFA Conference League | 2° Clasificatoria | Flora          | 0–0  | 2–5 (aet) | 2–5    |
| 2025-26:  | UEFA Conference League | 3° Clasificatoria | Milsami Orteil | 3-0  | 2-3       | 5-3    |